# Gare du Collège-de-Shunde (métro de Foshan)
Gare du Collège-de-Shunde (chinois simplifié : 顺德学院 ; chinois traditionnel : 順德學院 ; pinyin : shùndé xuéyuàn, en anglais : Shunde College Railway Station) est la station terminus sud-est de la ligne 3 du métro de Foshan. Elle est située au croisement entre les voies routières Longpan nord et Planning, dans le district de Shunde de la ville préfecture Foshan, sur le territoire de la province Guangdong, au sud de la Chine. La station porte le nom du collège polytechnique de Shunde (zh), un institut de l’enseignement professionnel situé à proximité
Ouverte en 2022, la station est desservie par les rames qui circulent sur la ligne 3.

## Situation sur le réseau

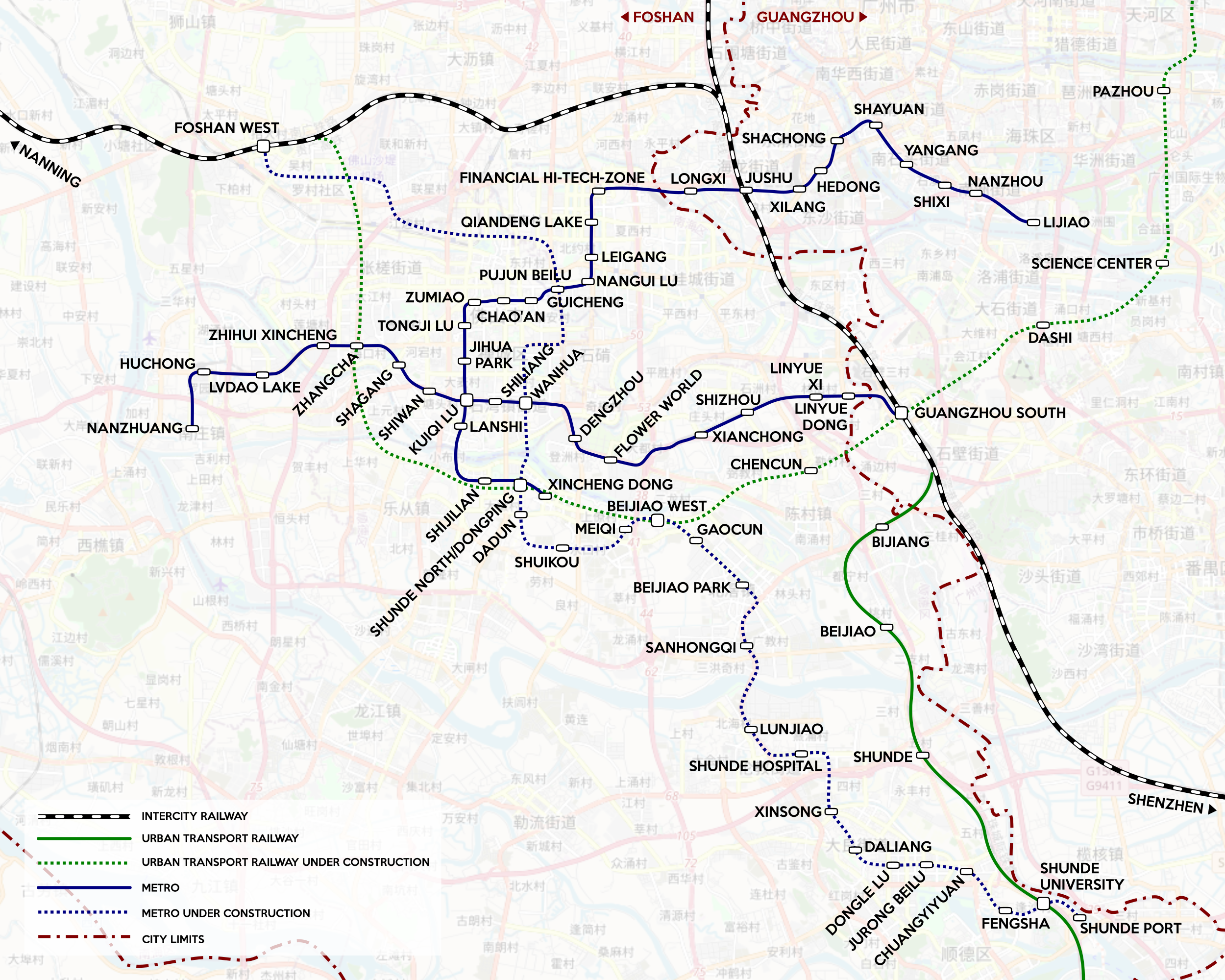
Plan du réseau du métro, en 2022.

Établie en souterrain, la station Gare du Collège-de-Shunde, est la station terminus sud-est provisoire de la ligne 3 du métro de Foshan : elle est située avant la station OCT Harbour Plus de Shunde (zh), en direction du terminus sud-est Zhen’an.
La station dispose de voies connectées avec le dépôt de Fengsha (zh).

## Histoire
Lors de l'élaboration du projet de la ligne 3 du métro de Foshan fut approuvée en 2012, cette station n'est pas programmée. C'est en 2015 qu'elle est ajoutée dans le projet pour créer une correspondance avec le chemin de fer interurbain Canton–Zhuhai (zh). Le gouvernement du Guǎngdōng approuve cette modification en 2019. En 2022, la station fut renommée brièvement «Shunde». Cependant, avant l’inauguration de la ligne 3, le nom «Collège de Shunde» fut restauré afin de ne pas confondre avec le Gare de Shunde (zh), qui se situe à plus de sept kilomètres de la station de métro,. 
La station Gare du Collège-de-Shunde est mise en service le 28 décembre 2022, lors de l'ouverture à l'exploitation de la ligne 3 du métro de Foshan, phase 1 de la station Zhen’an, terminus nord à la station Gare du Collège-de-Shunde, terminus sud-est,,.

## Services aux voyageurs

### Accès et accueil
La station souterraine est située sous le croisement entre les voies routières Longpan nord et Planning, dans le District de Shunde. Elle dispose de deux bouches nommées A et C, notamment équipées d'escaliers, d'escaliers mécaniques et d'ascenseurs pour permettre les circulations entre la surface et : le premier sous-sol, avec le hall d'accueil et la billetterie ; le deuxième sous-sol avec le quai central et les deux voies. La bouche A dessert la route Nanguo-Est, laGare du Collège-de-Shunde (zh), desservie par des trains, et une station de bus. La bouche C dessert l'avenue Fengsha et également une station de bus.

### Desserte
Gare du Collège-de-Shunde dispose d'un quai central équipée de portes palières. 

titre
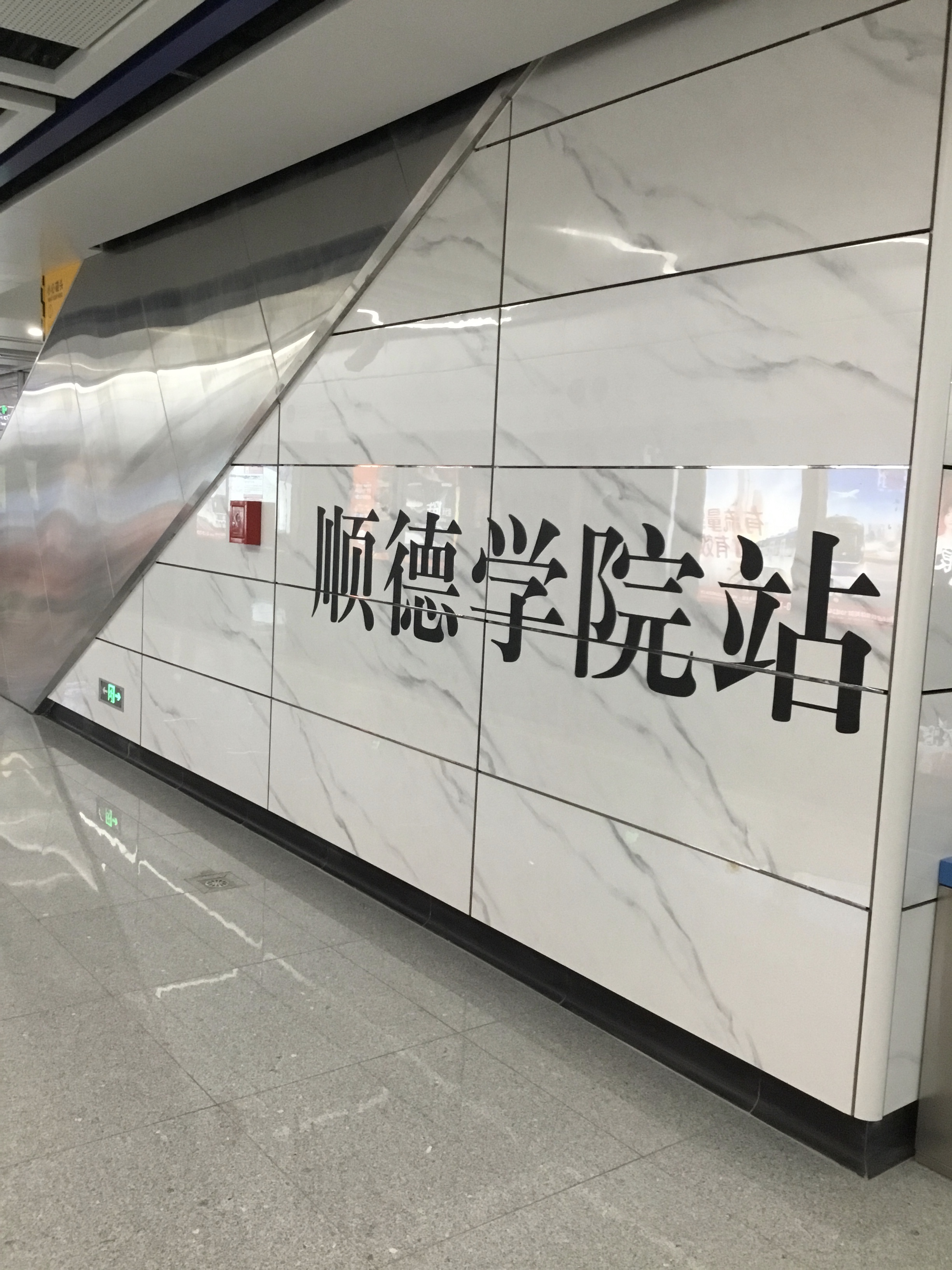
Indication de quai en 2022.
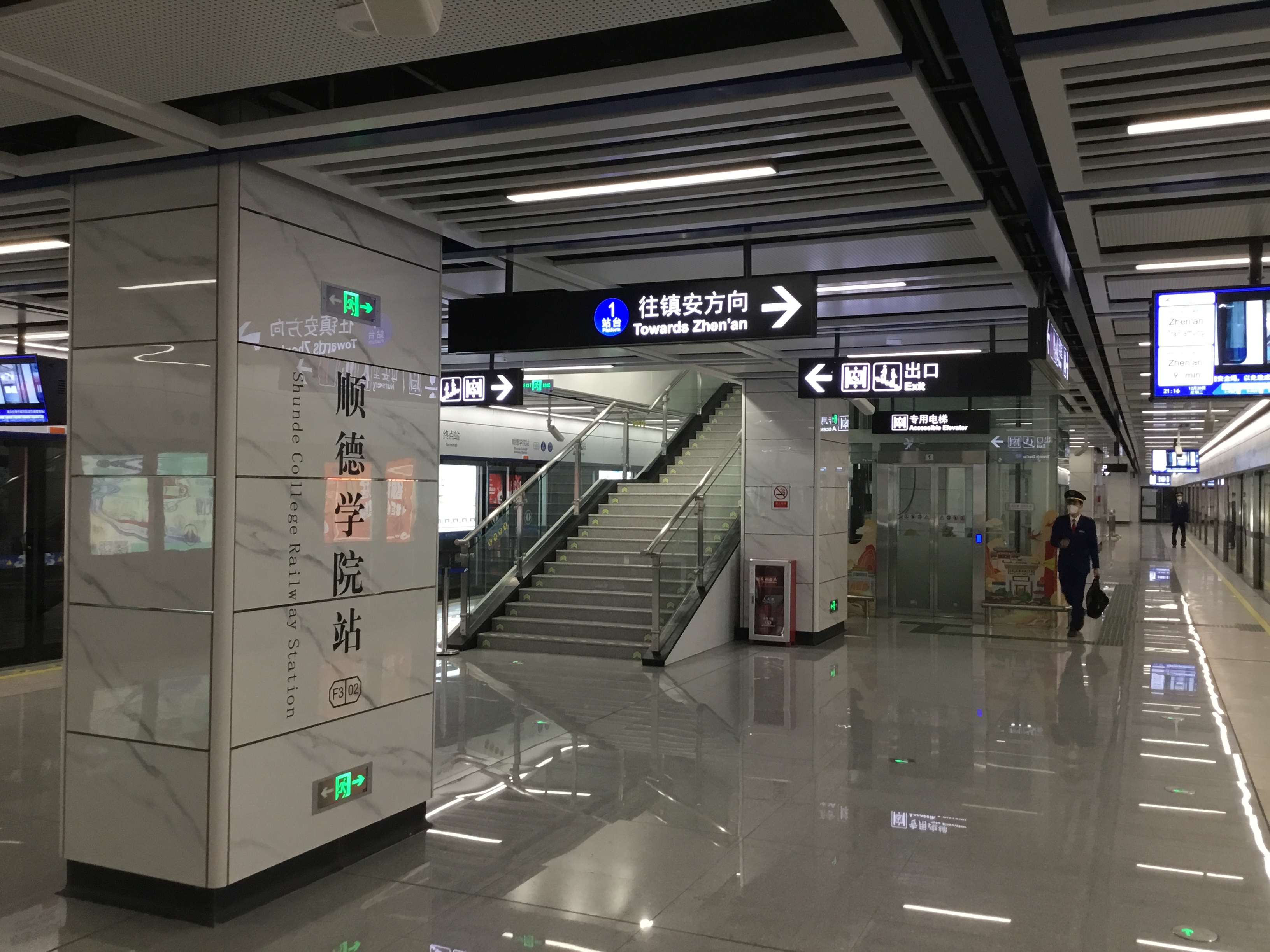
Quai central en 2022.

### Intermodalité
Les bouches de la station sont proches d'arrêts de bus.

## Projets
La station est un terminus provisoire car le projet du gouvernement est de prolonger la ligne 3 en direction du port de Shunde (zh), où une nouvelle station terminus est programmée. On note également la construction de deux nouvelles bouches pour la station.